# Philautus temporalis
Philautus temporalis är en groddjursart som först beskrevs av Günther 1864.  Philautus temporalis ingår i släktet Philautus och familjen trädgrodor. Inga underarter finns listade i Catalogue of Life.